# Darnózseli ügy
Az ún. darnózseli ügy vagy darnózseli gyilkosság egy emberölés volt, amelyre egy házaspár konfliktusának lezárásaként került sor. A hentesként dolgozó férj meggyilkolta válófélben lévő feleségét, holttestét pedig eltüntette. Az emberölésnek tanúja nem volt, elkövető nem működött együtt a hatóságokkal, felesége megölését következetesen tagadta. A nő maradványaiból nem lehetett következtetni a gyilkosság részleteire, így csak az volt bizonyos, hogy a sértett meghalt, halálának mikéntje és a holttest eltüntetésének mikéntje azonban kérdéses maradt. A vád még közvetett bizonyítékokkal sem tudta bemutatni a gyilkosság lezajlását, ezért az elkövetőt kétszer is felmentették. A büntetőper öt bírósági tárgyalási fordulón, majdnem hat éven keresztül húzódott, végül a vádlottat a Kúria hosszú fegyházbüntetésre ítélte.

Az ügy elsősorban a magyar büntetőjog fejlődése szempontjából nagy jelentőségű. Korábban nem volt példa arra, hogy egy vádlottat a holttest, beismerő vagy terhelő vallomások, illetve az emberölés módszerének vád általi meghatározása nélkül emberölésben bűnösnek minősítsenek és elítéljenek.

## A házaspár konfliktusa
Nagy János és Kovács Judit évekkel korábban házasodott össze, két gyermekük született. Az asszony gyógytornászként dolgozott, a férj pedig hentesként saját vállalkozásában. A pár viszonya idővel megromlott, ennek okaként az ügyben tanúskodók több okot is felsoroltak. A férj megszállottan dolgozott, szinte állandóan vállalkozása sikerre vitelén ügyködött. Nagy János idővel egyre féltékenyebbé vált, kialakult benne az érzés, hogy felesége megcsalta őt. Gyanúját erősítette, hogy 2011-ben feleségét a rendelőjében egy másik férfi mellett látta feküdni egy matracon. A feleség több későbbi tanúnak is panaszkodott arról, hogy a férje megütötte, hajánál fogva ráncigálta és megverte. Tanúk említették, hogy a férj egyre növekvő mértékben akarta ellenőrizni feleségét, például követte, leselkedett utána és beszámoltatta az autóval megtett utazások céljáról, a beszámoló valódiságát pedig a kilométeróra állásából ellenőrizte. 2012-ben a feleség bejelentette, hogy el kíván válni a férjétől, ezt követően pedig elköltözött a közös otthonukból egy győri albérletbe. A feleség elköltözése után Nagy János egyedül maradt a közös tulajdonú családi házukban a gyermekekkel. A gyermekek elhelyezése és a közös tulajdon sorsa a felek között vita tárgya volt.
2014-ben Kovács Juditnak egyre jobban hiányoztak gyermekei, ezért úgy határozott, hogy visszaköltözik abba a házba, amelyben férje is lakott. A visszaköltözés nem jelentett kibékülést, az asszony a válási szándékot fenntartotta. Kovács Judit hazaköltözési döntése volt férje heves ellenkezésével találkozott. Nagy János egyáltalán nem akarta megengedni, hogy felesége visszatérhessen abba a házba, amely fele részben az ő tulajdonában állt. Jogi tanácsot kért egy ügyvéd ismerősétől, hogy miként akadályozhatná meg Nagy Judit bejutását a saját ingatlanjába.

## A bűncselekmény
2014. május 17-én, szombaton este a sértett befejezte aznapi munkáját az általa használt mosonmagyaróvári rendelőben. Bezárta a helyiséget, 20:04-kor élesítette a riasztórendszert, majd kilépett az épületből. A parkolóban azonban várta őt a tettes, aki megtámadta a nőt és ismeretlen módon a halálát okozta. A gyilkosságnak tanúja nem volt, mindössze egy későbbi tanú figyelte meg, hogy egy idegen személyautó elállta a nő kocsijának az útját, hogy az ne tudjon a parkolóból kiállni. A tettes ezután a közös tulajdonú ingatlanba szállította a sértett holttestét. Éjjel az autójával a húsfeldolgozásra használt melléképület elé tolatott és a sértett holttestét a henteseszközökkel a melléképületben megsemmisítette. A szokatlan időpontban zajló munkát egy szomszédban lakó tanú észlelte, ám a holttest megsemmisítését közvetlenül nem látta. A tettes a sértett maradványainak nagy részét ismeretlen módon, illetve égetéssel megsemmisítette. Másnap korán reggel a helyi kisboltban sósavat vásárolt, amellyel lefertőtlenítette a sértett testének megsemmisítésére használt eszközeit. A maradványok egy kisebb részét a Darnózseli közelében lévő füves területen egy nappal később szétszórta. Ezen tevékenysége közben szintén látta őt egy tanú.

## A bűncselekmény felderítése
A sértett eltűnését Győrben élő testvére jelentette be, miután nem tudott vele kapcsolatba lépni. A rendőrség két nappal a sértett eltűnése után, május 29-én kezdett nyomozni, kezdetben még eltűnésként kezelve az ügyet. A házastársak közötti konfliktust felismerve Nagy János gyorsan az első számú gyanúsítottá lépett elő a rendőrök előtt, akik kihallgatták őt. A tettes május 30-án azt mondta a rendőröknek, hogy egy barátnőjével múlatta az időt a feleségének eltűnésekor, június 1-én viszont már azt állította, hogy a kérdéses időpontban illegális árukat vásárolt egy kamionos ismerősétől, aki a törvénytelenség miatt nem fog neki alibit biztosítani.
A rendőröknek beszélgetés közben feltűntek Nagy János sérülései. Az egyik kezén eltört a kisujja, a lábát pedig horzsolások borították. A nyomozók feltételezése szerint a sérülések akkor keletkeztek, amikor a férfi fojtogatta a sértettet, a sértett pedig megpróbálta a tettes ujjait lefejteni a nyakáról. Nagy János a sérüléseire azt a magyarázatot adta, hogy elesett.
A nyomozás akkor vett döntő fordulatot, amikor egy tanú arról számolt be a rendőröknek, hogy május 29-én Nagy Jánost a darnózseli közelében lévő kaszálón látta. A tanú állítása szerint Nagy egy zsákból szétszórt valamit a mezőn. (A rétet ezt követően lekaszálták.) A rendőrök június 5-én szemlét tartottak a megjelölt helyszínen, ahol a fűben barnás foltokra lettek figyelmesek, amelyekben égett szalonnához hasonlítható apró darabkák voltak. Lóth András nyomozó az egyik ilyen darabkát megvizsgálva azt egy emberi ujj bőrdarabkájaként azonosította. A rendőrök e felismerés után kezdték összegyűjteni a réten a még fellelhető maradványokat, a kutatás végére körülbelül egy maréknyi különböző emberi szövetet sikerült összeszedniük. A maradványokat DNS-vizsgálatnak vetették alá, amelynek eredménye szerint a minták Kovács Judittól származtak. A maradványok különböző belső szervekhez tartoztak: májhoz, tüdőhöz és szívhez.
Az eredmények ismertté válása után a Rendőrség újra kihallgatta Nagy Jánost. A kilenc órán át tartó kihallgatáson Nagy újabb alibivel állt elő az eltűnés időpontjára vonatkozóan és igen kimérten viselkedett, de így sem tudta palástolni idegességét. A kihallgatás végén a nyomozók szembesítették őt vallomása ellentmondásaival, majd emberöléssel gyanúsították meg. 2014. június 6-án a Győri Járásbíróság előzetes letartóztatásba helyezte Nagy Jánost. Az adatgyűjtés ezután is folytatódott: a férfi által használt számítógép keresési előzményeiben a savaz, a lesavaz, az éget, a holttest és feldarabol, illetve a megfojt kifejezéseket találták. Nagy János és a sértett telefonjai a cellainformációk alapján május 17-én 20:00-tól folyamatosan azonos vételkörzetekben tartózkodtak és együtt mozogtak Mosonmagyaróvártól a közös tulajdonú családi házig. (A sértett telefonját később kikapcsolták és nem is került elő többé.)
A nyomozás eredményeiből a rendőrök azt feltételezték, hogy Nagy János a mosonmagyaróvári rendelő előtt megvárta volt feleségét és megölte a nőt. Holttestét hazaszállította, majd a gyerekek ellátása után a késő éjjeli óráktól kezdve feldarabolta és elégette a sértett maradványait. A meg nem semmisült maradványokat a Darnózseli közelében lévő kaszálón szétszórta. A Győr-Moson-Sopron Megyei Főügyészség 2015 októberében emberölés miatt emelt vádat Nagy János ellen.

## A bírósági eljárás

### Az első büntetőper
A per elején szakértők megállapították, hogy a rendőrök által felkutatott szövetdarabok Kovács Judit létfontosságú belső szerveiből származnak. Ezek hiányában a nő nem lehet életben, Kovács Juditot tehát halottnak kell tekinteni. (Kovács Juditot nem sokkal maradványainak megtalálása után a bíróság halottá nyilvánította, halálát pedig bejegyezték a község anyakönyvébe.) A per során Nagy János tartotta magát a nyomozás során tanúsítottakhoz, a gyilkosság elkövetését tagadta. Az ügyészség több olyan bizonyítékot is bemutatott, amelyek valószínűsítették, hogy Nagy János hajlamos erőszakos cselekedetekre. (Lejátszottak egy hangfelvételt, amelyen a házaspár veszekszik, Nagy János pedig bántalmazza Kovács Juditot. Több tanú is vallomást tett, akiknek Kovács Judit arról beszélt, hogy férje megverte őt. Így Kovács Judit orvosa, aki arról számolt be, hogy látleletet vett a sértett fejsérüléséről, amit a sértett elmondása szerint az őt többször is megverő férje okozott.) Szintén bántalmazásról (ütlegelésről, bezárásról és megöléssel fenyegetésről) számolt be Kovács Judit a középiskolai osztályfőnökének. Judit apja vallomásában elmondta, hogy Nagy János egyszer telefonon számolt be neki a lánya megveréséről, illetve hogy Nagy János egy alkalommal a közös gyermekeik előtt verte meg az asszonyt. Nagy János sógora számolt be arról, hogy a nőt autóval követték, filmfelvételeket és fényképeket készítettek róla, illetve a rendelője előtt álló személygépkocsijáról. A vádat cáfoló tanúvallomást tett Nagy János testvére, állítása szerint Kovács Judit eltűnésének estéjén Nagy János az ő családjának garázsában tartózkodott.
A vád nagyon jelentős gyengeségét jelentette, hogy az ügyészek nem tudták meghatározni a holttest feldarabolásának mikéntjét. A vád szerint a holttest lágy részeit Nagy János egyszerűen ledarálta, azonban a hentesműhelyben a házkutatáskor  csak egy kis méretű, kézzel hajtható darálót találtak. Ez kapacitásánál fogva alkalmatlan volt egy felnőtt emberi test pár óra alatt történő ledarálására, azon emberi maradványokat nem is találtak. A vád szerint az elkövetéskor lehetett a műhelyben egy nagyobb kapacitású húsdaráló, amelyet az elkövető a holttest többi részével együtt eltüntetett. A helyszínelők találtak is egy villanymotort a műhelyben, amely azonban nem volt a darálóba beszerelve. Ezt tanúk szerint korábban a kis daráló üzemeltetésére szerezte be Nagy János, ám végül nem szerelte össze a darálót a villanymotorral, továbbra is kézi meghajtású darálót használt. A vád szerint a tettes a darálóval együtt tüntette el a holttest csontjait is, azokat egy ismeretlen helyen elégetve, erre azonban az ügyészség semmiféle bizonyítékot nem tudott bemutatni. Az ügyész hiába illusztrálta Nagy erőszakos viselkedését több bizonyítékkal és tanúval, egyetlen olyan közvetlen bizonyítékot sem sikerült a bíróság elé letennie, amely az emberölés Nagy János általi elkövetését, vagy az elkövetés módját bizonyította volna.
Az elsőfokú per végén, a 2016. december 2-án kihirdetett ítéletében a Tatabányai Törvényszék bizonyítottság hiányában felmentette Nagy Jánost. A bíróság álláspontja szerint Kovács Judit nagy valószínűséggel meghalt, ám nem bizonyítható az, hogy halálát Nagy János okozta. A közvélemény értetlenkedéssel fogadta az ítéletet, amely ellen az Ügyészség azonnal felebezést jelentett be. A bíróságról Nagy János szabadon távozhatott, ettől kezdve szabadlábon védekezett.
A másodfokon eljáró Győri Ítélőtábla igen kritikus véleményt mondott az elsőfokú ítéletről. Ítéletükben hiányosnak nevezték a tényállást, ellentmondásosnak az ítélet szóhasználatát, illetve másodfok által korrigálhatatlanul hiányosnak az ítélet indoklását. A Győri Ítélőtábla ezért az első fokon meghozott ítéletet megsemmisítette, a Tatabányai Törvényszéket pedig új, alapos eljárás lefolytatására kötelezte.

### Megismételt eljárás
A megismételt eljárás 2018. március 4-én új bírói tanáccsal kezdődött meg a Tatabányai Törvényszéken. A bíróság újból végighaladt a megszabott ügymeneten, tanúkat hallgatott meg, bizonyítékokat szerzett be. Nagy János továbbra is a passzivitást választotta, nem tett vallomást és a bíróság által feltett kérdésekre sem válaszolt. A védelem vitatta a vád állítását, miszerint a nő meghalt volna, ehelyett azt valószínűsítették, hogy egyszerűen új életet kezdett valahol. Az eljárás végén Nagy Jánost az új bírói tanács is felmentette a vádak alól. A 2019. március 1-én kihirdetett ítélet szerint nincs bizonyíték az emberölésre, és továbbra sem derült ki a bíróság számára, hogy a sértett mikor, miért és hol veszítette az életét. A bíróság szerint igaz, hogy Nagy Jánosnak volt indítéka megölni a feleségét, Kovács Judit pedig meg is halt, de nem bizonyítható, hogy halálát Nagy János okozta volna.
Az ügyészség az ítélet ellen ismételten fellebbezett, kérve Nagy János bűnösségének megállapítását és végrehajtandó szabadságvesztés kiszabását.
A másodfokú per ismét a Győri Ítélőtáblán zajlott. A másodfokú perben az ügyészség testi sértés megállapítására tett indítványt.
A Győri Ítélőtábla az elsőfokú ítéletet megváltoztatta. A tanács álláspontja szerint Nagy János bűnös, mivel felesége halálát okozta. A bíróság ítélete szerint Nagy János bizonyosan megölte volt feleségét, maradványait feldarabolta, elégette és szétszórta, hogy tettét leplezze. A másodfokú bíróság szerint a maradványokat szétszóró Nagy Jánost megfigyelő személy valójában tetten érte a férfit. A Győri Ítélőtábla Nagy Jánost testi sértés miatt 7 év fegyházbüntetésre ítélte. A bíró indoklásában bizonyosnak mondta ki, hogy Nagy János tüntette el a felesége testét, erre pedig az egyetlen észszerű indok az, hogy ő maga gyilkolta meg az asszonyt. A bíróság ugyanakkor elutasította az ügyésznek a Nagy János azonnali letartóztatására tett indítványát.

### Jogerős ítélet
A négy egymással ellentétes következtetésre jutó ítélet miatt az ügy a Kúriához került. A Kúria 2020 októberének elején kezdte meg az ügy tárgyalását Budapesten. A Kúria tárgyalásán Nagy Jánosnak nem kellett megjelennie. A tárgyalásnak az  előzőektől eltérő eredményét vetítette előre, hogy a vezető bíró az október 5-i ülésen bejelentette Nagy János letartóztatását.
Nagy János az október 13-i távmeghallgatáson, az utolsó szó jogán elmondott beszédében a Kúriát az első fokon eljáró bíróság ítéletének elfogadására kérte. Álláspontja szerint a per hat éve alatt senki sem tudott felmutatni egyetlen olyan bizonyítékot sem, amely őt egy elkövetett emberöléssel tudta volna kapcsolatba hozni. A Kúria 2020. október 16-án kihirdetett ítélete szerint Nagy valóban megvárta Kovács Juditot a mosonmagyaróvári rendelő előtt, mégpedig kifejezetten azzal a szándékkal, hogy a nőt meggyilkolja. Szándéka az áldozat életének kioltására irányult, tehát a cselekmény minősítése nem halált okozó testi sértés, hanem előre kitervelt emberölés. A Kúria Nagy Jánost bűnösnek találta és emberölés miatt 21 év fegyházbüntetésre ítélte. Az ítélet szerint Nagy János 21 éves fegyházbüntetésének kitöltésével, a 2030-as évek vége felé szabadulhat.

## Az ügy precedens értéke
Az emberölés felderítése és tárgyalása a maga idejében nagy figyelmet kapott a sajtóban, mivel egyike volt annak a három emberölési ügynek, amelyben az áldozat holtteste nem került elő, illetve a maradványokból nem lehetett az elkövetés mikéntjére következtetni.
A darnózseli ügy a jogi szakmában is hivatkozási alappá vált, mivel ez volt az első olyan emberölési ügy, ahol a tettest a holttest hiányában, csupán közvetett bizonyítékok alapján elítélték. Az ügy részletes leírása helyet kapott a Kúria 2020. évi évkönyvében.
A 2021-es évkönyv már kiemelt jelentőségűként emlékezik meg a tárgyalásról, amely a közvetett bizonyítékok értékelésének új, meghatározó értelmezését eredményezte. A Kúria által kimondott ítélet minden bizonnyal iránymutató volt a Novozánszki Fanni eltűnésének ügyében hozott másodfokú ítéletre, ahol az elkövetőt 20 év fegyházzal büntették.